# 7 Metre

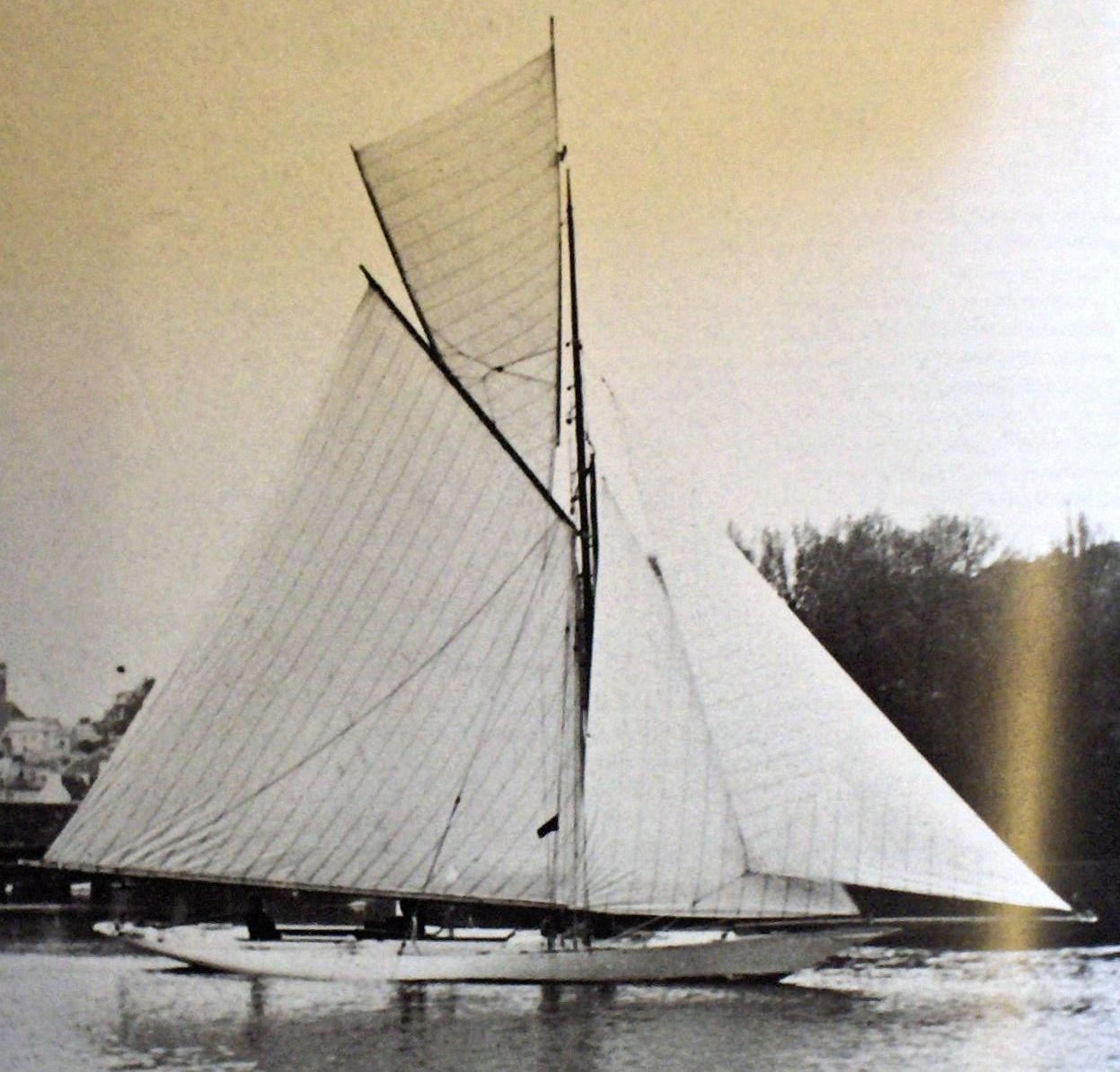
A embarcação Blue Bird é um dos exemplos mais conhecidos da classe 7 Metre.

A classe internacional dos 7 metros, internacionalmente conhecida como 7 Metre, é uma classe de iates clássicos de corrida. Em seu apogeu, as Meter Classes eram o grupo mais importante de classes internacionais de corridas de iates e ainda são disputadas ativamente em todo o mundo. O 7mR foi usado como classe olímpica durante as Olimpíadas de 1908 e 1920. A Regra Internacional foi criada em 1907 para substituir o sistema de handicap anterior e mais simples, que muitas vezes era local ou, na melhor das hipóteses, nacional, e muitas vezes também bastante simples, produzindo barcos extremos que eram rápidos, mas de construção leve e impraticáveis.